# Juan Pedro López
Juan Pedro López Pérez (* 31. července 1997) je španělský profesionální silniční cyklista jezdící za UCI WorldTeam Lidl–Trek. Na Giru d'Italia 2022 se po úniku a druhém místě ve 4. etapě oblékl do růžového trikotu pro lídra celkového pořadí a byl schopen si ho udržet až do 13. etapy.

## Hlavní výsledky
2018
Giro della Valle d'Aosta
7. místo celkově
2019
Tour of Antalya
4. místo celkově
Tour de Hongrie
6. místo celkově
Giro della Valle d'Aosta
9. místo celkově
vítěz 4. etapy
2022
Giro d'Italia
10. místo celkově
 vítěz soutěže mladých jezdců
lídr  po etapách 4 – 13

### Výsledky na Grand Tours
| Grand Tour      | 2020 | 2021 | 2022 | 2023 | 2024 |
| --------------- | ---- | ---- | ---- | ---- | ---- |
| Giro d'Italia   | —    | —    | 10   | —    | 39   |
| Tour de France  | —    | —    | —    | 74   |      |
| Vuelta a España | 42   | 13   | 97   | 17   |      |

| —   | Nezúčastnil se |
| JS  | Jede se        |
| DNF | Nedokončil     |